# Tractus (liturgie)
Tractus (lat. tažený) je v liturgice jedna z proměnlivých částí (proprium) latinské mše. Čte nebo zpívá se před evangeliem a nahrazuje tak část Aleluja například v liturgickém období postu, ve mších za zemřelé aj. Nemá antifonu a nezpívá se jako responsorium, nýbrž zpívá jej souvisle chór (odtud snad pochází název). 
Text tractu bývá sestaven z vybraných veršů určitého žalmu a některé tracty jsou velmi dlouhé. V gregoriánském chorálu se vyznačuje mimořádně bohatým melismatem (10 i více not na jednu slabiku) a je vždy v modech 2 nebo 8.